# Дело о пеликанах (фильм)
«Де́ло о пелика́нах», также «Досье „Пеликан“» (англ. The Pelican Brief) — кинофильм. Экранизация одноимённого произведения, автор которого — Джон Гришэм.

## Сюжет
Престарелый судья Розенберг и репортёр газеты «Вашингтон Геральд» Грэй Грантэм наблюдают за собравшейся у здания Верховного суда толпой, требующей казнить Розенберга. Судья выражает негодование о возросшем влиянии проходимца Флетчера Коула на президента США.
Террорист и убийца Хамел, получив задание, убивает двоих судей Верховного суда США — Розенберга и Джейсена. Коул докладывает о случившемся президенту. Уборщик Белого дома подслушивает их разговор и сообщает о нём Грантэму. Некий адвокат прочитывает статью Грантэма и звонит ему, называясь Гарсия. Он заявляет, что случайно нашёл в своей фирме некий материал об убийстве судей, который не должен был видеть и сделал копию. Грантэм подкарауливает Гарсию и фотографирует его, но Гарсия не является на назначенную встречу.
Преподаватель юридического факультета университета Тулейна в Новом Орлеане Томас Каллаган опечален из-за гибели своего покровителя Розенберга. Его любовница студентка Дарби Шоу считает, что нужно искать дело, в котором совместное решение Розенберга и Джейсена кому-то помешало. Она находит некое дело о пеликанах, но решает, что это лишь одна из множества возможных версий. Каллаган отправляется в Вашингтон и передаёт папку Дарби Гэвину Верхику, своему однокурснику, ныне советнику главы ФБР. Вечером машина Каллагана взлетает на воздух. Дарби приходит в себя машине, некий «сержант Руперт» задаёт ей вопросы. Подошедший лейтенант полиции заявляет, что не знает никакого Руперта и отвозит Дарби в больницу. Дарби скрывается, два раза ей едва удаётся спастись от убийц. Она связывается с Верхиком, но Хамел убивает Верхика и приходит на встречу вместо него. Хамел готов покончить с Дарби, но подошедший Руперт пускает ему пулю в затылок.
Дарби рассказывает Грантэму о деле: некий предприниматель Маттис обнаружил крупное месторождение нефти в болотах Луизианы. Используя свои связи наверху, он добился разрешения на разработки, однако защитники природы подали в суд, т.к. на этих болотах гнездился исчезающий коричневый пеликан. Судья оставил запрет на разработку в силе. Маттис устранил двух судей, предвидя возможное рассмотрение апелляции в Верховном суде.  

## Сборы
Картина была коммерчески успешной, её общемировые сборы составили $195 268 056.

## В ролях
| Актёр            | Роль           |
| ---------------- | -------------- |
| Джулия Робертс   | Дерби Шоу      |
| Дензел Вашингтон | Грей Грентем   |
| Сэм Шепард       | Томас Каллаган |
| Джон Хёрд        | Гевин Вергик   |
| Тони Голдвин     | Флетчер Коул   |
| Джеймс Сиккинг   | Дентон Уойлс   |
| Роберт Калп      | Президент      |
| Уильям Атертон   | Боб Гмински    |
| Стенли Туччи     | Хамел          |
| Джон Литгоу      | Смит Кин       |